# 태양계의

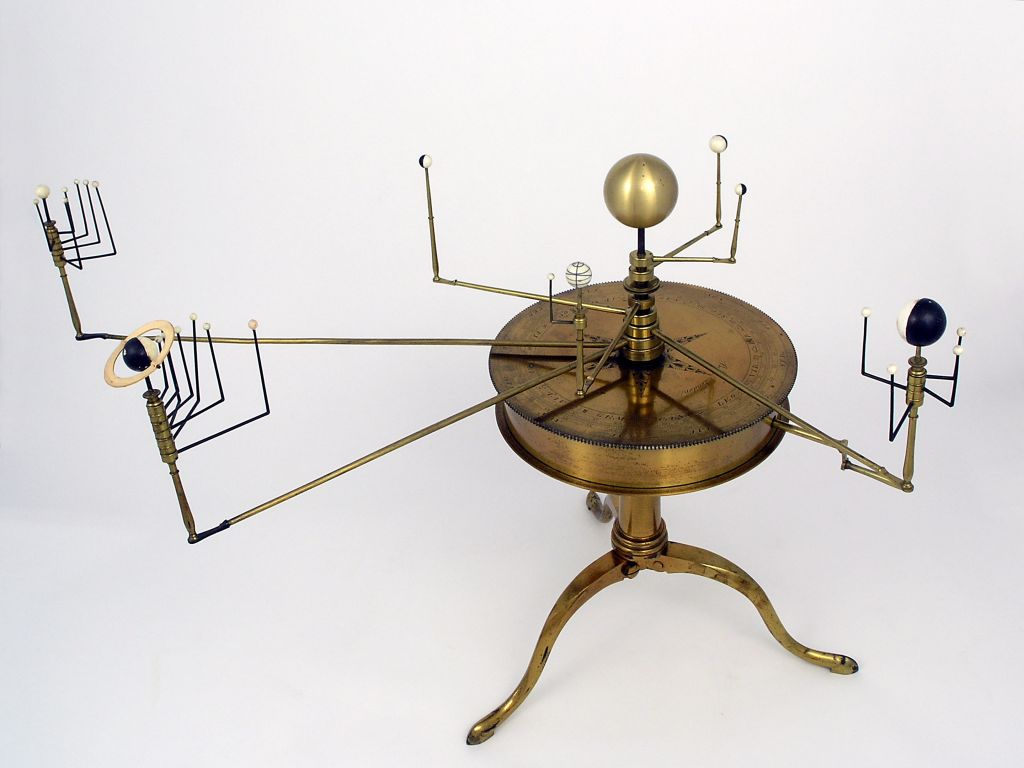

태양계의(太陽系儀, orrery)는 태양계의 천체들, 즉 태양, 행성, 위성들의 상대적인 위치와 운동을 표현한 모형이다. 그 개념과 유물은 고대 그리스 시절부터 존재했지만, 근대적인 태양계의는 1704년 찰스 보일 제4대 오러리 백작의 지원을 받은 조지 그레이엄이 발명했다. 후원자인 오러리 백작의 이름을 따서 영어로 태양계의를 오러리라고 한다.

## 같이 보기
- 겉보기 역행 운동
- 혼천의
- 성반 (천문학)
- 천문시계
- 천체력
- 에라토스테네스
- 백도 (천문학)